# NGC 3267
NGC 3267 (również PGC 30934) – galaktyka soczewkowata (SB0), znajdująca się w gwiazdozbiorze Pompy. Odkrył ją John Herschel 18 kwietnia 1835 roku.